# Nordhouse
Nordhouse is een gemeente in het Franse departement Bas-Rhin (regio Grand Est). De plaats maakt deel uit van het arrondissement Sélestat-Erstein. Nordhouse telde op 1 januari 2022 1.729 inwoners.

## Geografie
De oppervlakte van Nordhouse bedroeg op 1 januari 2022 11 vierkante kilometer; de bevolkingsdichtheid was toen 157,2 inwoners per km².

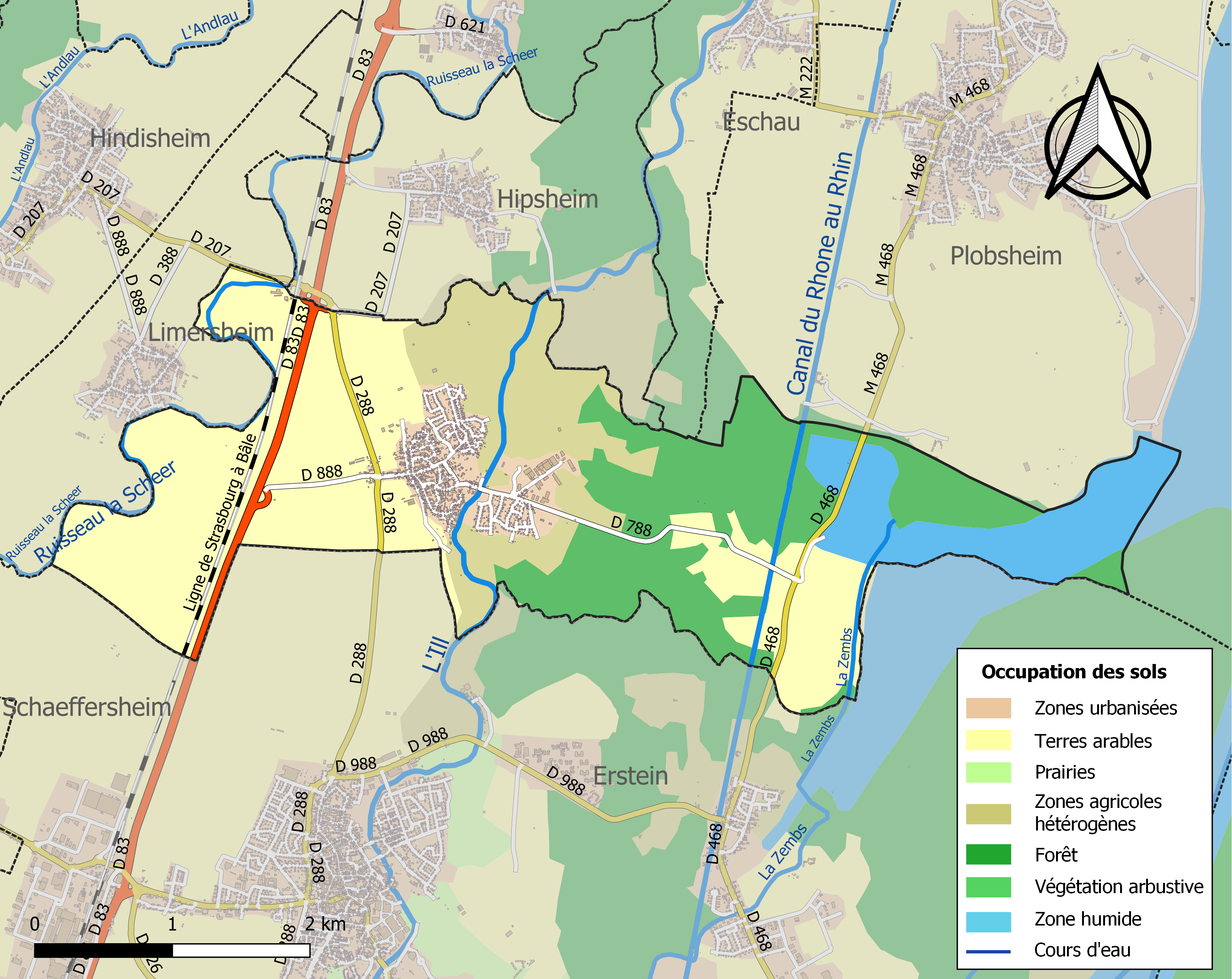
Kaart van de gemeente met de belangrijkste infrastructuur, bodemgebruik en omliggende gemeenten

## Demografie
Onderstaande figuur toont het verloop van het inwonertal (bron: INSEE-tellingen).